# Priberéjne (Sudak)
|  | Per a altres significats, vegeu «Priberéjne». |

Priberéjne (en (ucraïnès): Прибережне, en rus: Прибрежное, Pribréjnoie) és un poble de la República Autònoma de Crimea a Ucraïna, que el 2014 tenia 43 habitants. Pertany al districte de Sudak.